# Michael Kanfer
Michael D. Kanfer (geb. vor 1994) ist ein Filmtechniker, der sich auf visuelle Effekte spezialisiert hat.

## Leben
Kanfers bisher größte Erfolge waren zum einen Apollo 13 und zum anderen Titanic. Für ersteren wurde er für den Oscar nominiert, für zweiteren bekam er ihn verliehen, und zwar jeweils in der Kategorie Beste visuelle Effekte. Kanfer arbeitet oft mit dem Regisseur Ron Howard zusammen. Sein bisher letzter Streifen als Techniker war das Prequel Superman Returns. 

## Filmografie (Auswahl)
- 1994: Color of Night
- 1994: Interview mit einem Vampir (Interview with the Vampire: The Vampire Chronicles)
- 1995: Apollo 13
- 1997: Titanic
- 1998: Hinter dem Horizont (What Dreams May Come)
- 1999: EDtv (Edtv)
- 1999: Lake Placid
- 1999: Fight Club
- 2000: Rules – Sekunden der Entscheidung (Rules of Engagement)
- 2000: O Brother, Where Art Thou? - Eine Mississippi-Odyssee (O Brother, Where Art Thou?)
- 2001: Stormrider
- 2001: Harry Potter und der Stein der Weisen (Harry Potter and the Philosopher’s Stone)
- 2002: Wir waren Helden (We Were Soldiers)
- 2003: Looney Tunes: Back in Action
- 2004: Sky Captain and the World of Tomorrow
- 2006: Der Flug des Phoenix (Flight of the Phoenix)
- 2006: Superman Returns

## Auszeichnungen
- 1996: BAFTA Award: Auszeichnung in der Kategorie British Academy Film Award/Beste visuelle Effekte für Apollo 13
- 1996: Oscar: Nominierung in der Kategorie Beste visuelle Effekte für Apollo 13
- 1998: BAFTA Award: Nominierung in der Kategorie British Academy Film Award/Beste visuelle Effekte für Titanic
- 1998: Oscar: Auszeichnung in der Kategorie Beste visuelle Effekte für Titanic